# August (canção)
"August" (estilizada em letras minúsculas) é uma canção gravada pela artista musical estadunidense Taylor Swift, presente em seu oitavo álbum de estúdio Folklore (2020), lançado em 24 de julho de 2020 pela Republic Records. Foi composta pela intérprete em conjunto com Jack Antonoff, com produção assinada por ambos; enquanto Joe Alwyn foi creditado como co-produtor. Sua gravação ocorreu em 2020 nos estúdios Kitty Committee em Los Angeles e Long Pond em Hudson Valley, Nova Iorque. Musicalmente, "August" é uma balada derivada dos gêneros dream pop e indie rock, com influências do folk alternativo e pop rock, com uma produção contando com o auxílio de guitarras características do soft rock, cordas e reverberação vocal. Os jornalistas consideram "August" a música característica do mês de agosto, já que a música ressurge em várias paradas musicais durante o mês. Ao lado das faixas "Cardigan" e "Betty", "August" possui seu conteúdo lírico abordando um triângulo amoroso fictício envolvendo os pontos de vista dos personagens Betty, James e uma personagem feminina sem nome. A canção foi escrita na perspectiva desta última, retratando sua tristeza por seu romance de verão arruinado com James, que a abandonou e se reconciliou com Betty. Em seu documentário Folklore: The Long Pond Studio Sessions, do Disney+, Swift disse que chama pessoalmente a narradora não identificada de "Augustine" ou "Augusta".
"August" recebeu críticas positivas da mídia especializada, que elogiaram a instrumentação e o seu conteúdo lírico, com alguns críticos escolhendo-a como um dos maiores destaque do Folklore e um grande destaque na carreira de Swift. "August" ficou entre as quarenta primeiras posições nas paradas de singles na Austrália, Canadá, Irlanda, Malásia, Cingapura e Estados Unidos. Nos Estados Unidos, a canção ainda alcançou a posição vinte e três na Billboard Hot 100 e a posição cinco na Billboard Hot Rock & Alternative Songs. Na 63º edição do Grammy Awards, em 14 de março de 2021, Swift apresentou a faixa como parte de um medley com "Cardigan" e "Willow", primeiro single do nono álbum de estúdio de Swift, Evermore (2020).

## Antecedentes e produção
Taylor Swift e o músico e produtor Jack Antonoff escreveram e produziram canções para os álbuns de estúdio anteriores da artista, 1989 (2014), Reputation (2017) e Lover (2019). Seu oitavo álbum de estúdio, Folklore, foi desenvolvido inteiramente em meio ao isolamento provocado pela pandemia global da COVID-19, e lançado em 24 de julho de 2020 pela Republic Records. Swift escreveu e co-escreveu todas as canções do álbum; paralelamente a artista e Antonoff produziram seis faixas, incluindo "August". Para a canção, Antonoff produziu primeiro o instrumental e enviou-o para Swift, que escreveu a letra "na hora; foi uma coisa intuitiva". Tal como acontece com as outras faixas de Folklore, Swift criou "August" baseada em uma narrativa fictícia com arcos de história e personagens imaginados.

## Estrutura musical e conteúdo lírico
Swift escreveu "August" como parte de três canções do álbum, "Cardigan" e "Betty", que exploram um triângulo amoroso fictício entre os personagens James, Betty e uma personagem feminina sem nome definido, sendo popularmente denominada de "Augustine" pelos fãs da cantora. "August" foi a primeira faixa sobre o triângulo amoroso que Swift escreveu. Segundo a artista, ela queria explorar a ideia de uma garota em um relacionamento indefinido: a letra é do ponto de vista de "August", que se apaixona por James, que está namorando outra pessoa, Betty. A música foi inspirada no que Swift descreveu como a imagem do "mês ensolarado de agosto, bebido como uma garrafa de vinho". Ao longo da música, as imagens do final do verão prevalecem: "Suas costas sob o sol / Desejando poder escrever meu nome nelas". Situado em uma área suburbana com "ar salgado", "August" captura os sentimentos de uma adolescente que passa por um amor não correspondido no verão. Ela ingenuamente acredita que está apaixonada, refletindo sobre seu romance de verão: "Agosto bebido como uma garrafa de vinho / Porque você nunca foi meu".
Embora os narradores de "Cardigan" e "Betty" sejam explicitamente nomeados, a narradora de "August" nunca é mencionada pelo nome, o que considerou um destaque de sua "relativa falta de importância na vida de seu amante", de acordo com Nate Jones, da revista Vulture. No documentário Folklore: The Long Pond Studio Sessions, do Disney+, Swift disse que não determinou um nome para a protagonista de "August", chamando-a de "Augusta" ou "Augustine" dentro de sua mente, onde os fãs da cantora adotaram o nome "Augustine" como identificação. À medida que o romance de verão avança, a narradora é retratada como pouco assertiva e inexperiente, relembrando os momentos em que ela "cancelou meus planos para o caso de você ligar". Embora ela saiba que ela e James nunca se tornarão um casal, ela diz a si mesma que bastava “viver pela esperança de tudo”. Ela tenta fugir com James: "Lembra quando eu parei e disse 'Entre no carro' / E cancelei meus planos caso você me ligasse?".  Finalmente, quando o verão termina, o romance também termina, e a narradora fica com uma revelação: "Você não era meu para perder". Swift explicou que depois deste romance de verão, James e Betty mais tarde voltam um para o outro, enquanto a protagonista de "August" lamenta a aventura de verão que ela considerava "amor".

## Recepção crítica
Os críticos elogiaram a produção da faixa e as composições de Swift, e opinaram que a perspectiva de terceira pessoa de suas letras - um afastamento das narrativas confessionais de marca registrada de Swift inspiradas em sua vida pessoal - mostrou sua maturidade como compositora. Valerie Magan, do Clash, comentou que a letra parece "vouyerística, enquanto nos inclinamos para ouvir todas as histórias que Swift da 'era inocente' teria mantido em segredo". Lucy Harbron, da mesma revista, elogiou a capacidade de Swift de retratar emoções de "nicho" e sua habilidade em contar histórias.
A jornalista musical Jody Rosen, em uma crítica para o Los Angeles Times, apreciou a mudança da "pura subjetividade em primeira pessoa" para narrativas ficcionais. Rob Sheffield, da Rolling Stone, escolheu "August" como um dos destaques do álbum, chamando a música de "a balada mais bonita do álbum". Ele ficou em quinto lugar em sua classificação de 2021 de todas as 199 músicas da discografia de Swift. Ellen Johnson, do Paste, também classificou a faixa como uma das melhores da discografia de Swift.